# Фишер, Скотт
Скотт Фишер (англ. Scott Fischer; 24 декабря 1955, Маскигон, Мичиган, США — 11 мая 1996, Эверест) — американский альпинист и гид, первый американец, покоривший вершину Лхоцзе, четвёртую в мире по высоте.

## Биография
Родился в 1955 году в семье Джина и Ширли Фишер. Имел двух сестёр: старшую Ронду и младшую Лизу. Семья жила в Маскигоне (штат Мичиган). Дед Джина приехал в Америку из Германии, бабушка — из Голландии; родители Ширли эмигрировали из Венгрии. Джин окончил Мичиганский университет и был первым в роду, кто получил высшее образование. Он работал в страховой компании, в Kimberly-Clark, в затем в течение 30 лет был сотрудником корпорации Sandoz. Семья имела средний достаток.
Родители часто ходили с детьми в походы как в Мичигане, так и в соседнем Висконсине, бывали на Мартас-Винъярд и в Катскильских горах. В основном ночевали в кемпингах, но иногда брали с собой и палатку. Когда Скотт был уже подростком, в связи с работой отца, дабы жить поблизости от штаб-квартиры Sandoz, семья переехала в городок Баскин-Ридж в Нью-Джерси.
Скотт был активным ребёнком и много занимался спортом — играл в теннис, был защитником в футбольной команде, один сезон играл в местной хоккейной лиге. Кроме того, он увлекался театром и играл в школьных спектаклях. В возрасте 14 лет Скотт посмотрел по телевизору документальный фильм Майкла Уодли о «Национальной школе лидерства» — школе выживания для подростков в горах Вайоминга, основанной в 1964 году альпинистом Полом Петцольдтом. Загоревшись идеей туда поехать, Скотт сразу же подрядился работать разносчиком газет — курс обучения стоил 450 долларов, отец обещал оплатить половину при условии, что остальную часть денег его сын заработает сам.
В начале июня 1970 года, с окончанием учебного года, Скотт отправился в своё первое самостоятельное путешествие. К тому времени в Ландере (Вайоминг) собралось уже более 700 подростков, привлечённых телепередачей и желающих попасть в школу. Скотта определили в программу для младших участников «Искатели приключений», объединявшую в себе элементы курсов альпинизма и выживания в дикой природе, предназначенных для ребят постарше. Постоянно объезжая отряды верхом, Петцольд мотивировал ребят вести себя разумно, сохранять спокойствие в любой ситуации и принимать верные решения. «Правила для дураков, потому что у дураков нет рассудка» — не уставал повторять он.
Ребят учили не столько тому, как выйти из опасной ситуации, сколько тому, как её избежать. Последним этапом курса был пятидневный самостоятельный поход через горы — по пути не имелось никаких пунктов контроля и никто из взрослых не следил за отрядом и соблюдением детьми норм безопасности; еду нужно было добывать самим. Эта свобода идеально подошла Скотту. Хребет Уинд-Ривер стал для него местом метаморфозы — он захотел стать альпинистом.
По завершении курса Скотту, как и другим хорошо проявившим себя подросткам, предложили остаться в ней до конца лета добровольным помощником — из-за наплыва учеников персонала катастрофически не хватало.
В 1973 году окончил среднюю школу Баскин-Риджа.

## Карьера альпиниста
В 1982 году вместе с женой Джин Прайс перебрался в пригород Сиэтла.

### Брич-Уолл
В 1983 году Скотт и Уэс вновь отправились на Килиманджаро ради подъёма на пик Ухуру (5895 м) по «диретиссиме Брич-Уолл» — маршруту, задуманному Генри Барбером и Робом Тейлором в 1978 году, и пройденному вскоре после их неудачной попытки Райнхольдом Месснером и Конрадом Ренцлером всего за 12 часов. Преодолев ледник Балетто, надо было подняться к леднику Даймонд, преодолев ледовую перемычку в 90 метров высотой. По словам Месснера, это было одно из сложнейших восхождений в его жизни, и он ни за что на свете не согласился бы повторить этот маршрут: «Просчитать риск было невозможно». Скотт и Уэс стали вторыми (и единственными), кто смог пройти диретиссиму. Повторить маршрут не представляется возможным, так как с тех пор в результате глобального потепления «сосулька» сильно истончилась.

### «Горное безумие»
В 1984 году Фишер, Уэс Краузе и Майкл Эллисон организовали компанию «Горное безумие» (англ. Mountain Madness), предлагала своим клиентам услуги по организации активного отдыха — прежде всего, восхождений.
Девизом компании была фраза Make it happen («Сделай это», «Дай этому случиться»). По словам Эда Вистурса, они в шутку изменили слоган на How the hell did it happen? («Как, чёрт возьми, это произошло?»)
Из трёх учредителей, внесших по 500 долларов (все свои сбережения) Скотт был единственным, кто находился в Сиэтле. Уэс организовывал сафари и восхождения на Килиманджаро и проводил большую часть времени в Кении, где с 1979 года руководил филиалом школы Питцольдта. Майкл Эллисон вскоре женился, после чего переехал в Атланту и отдал свою долю Уэсу и Скотту, решив, что это дело никогда не будет приносить денег (тем не менее, он продолжал руководить поездками, чтобы самому участвовать в них бесплатно). В итоге компанией руководил Скотт, хотя и энергичный, но наименее способный к ведению бизнеса. Он из всех сил пытался совместить семью, бизнес и всё остальное с альпинизмом. Офис «Горного безумия» в доме Скотта и Джинни быстро стал центром притяжения для постоянно растущего круга друзей и знакомых Скотта.
Первых клиентов Скотт набирал, зазывая в горы своих друзей и знакомых. Так, он пытался поднять на Аконкагуа Джеффа Мюррея, своего начальника на рыболовецком судне (из-за высотной болезни тот дошёл лишь до половины).
Скотт водил клиентов на Рейнир, высочайшую точку и самый популярный пик Каскадных гор, нелегально. Доступ к горе контролировала Служба национальных парков США, и единственное выданное ими разрешение было у компании Лу Уитакера Rainier Mountaineering. Её гиды водили клиентов на вершину по южному маршруту: станция рейнджеров «Парадайз-Инн» (1600 м) — ночёвка в лагере «Мюир» (3000 м) — 1200 метров по леднику до вершины. Скотт, не имевший права водить клиентов по парку, поднимал их незаконно по восточной стороне горы, через лагерь Шермана и ледник Эммонса. Гиды Rainier Mountaineering по этому маршруту обычно не ходили, однако знали о делишках Скотта, и не докладывали об этом начальству и контролирующим органам.
Возить в поездки «по бартеру» друзей и тайком водить клиентов на Рейнир позволяло сводить концы с концами, но не развивать бизнес. Для привлечения клиентов нужна была реклама.
В 1988 году Скотт, узнав о предстоящей американской экспедиции на Эверест, послал организаторам два резюме — Стейси Эллисон, не спросив её, и своё. Он уговорил её сначала сходить на собеседование, а потом и согласиться принять место в команде. Он был рад за Стейси, но для него стало ударом, что ему самому отказали (по мнению Стейси организаторы, возможно, посчитали, что Скотт не вольётся в команду и не захочет подчиняться руководству — «он мог показаться заносчивым»). Скотту осталось довольствоваться организацией трекинга к Кала-Патхар — он пришёл в базовый лагерь, где смог встретиться со Стейси, «челночившей» по горе. В итоге она успешно совершила восхождение, и 29 сентября, в возрасте 30 лет, стала первой американкой, поднявшейся на Эверест.
Скотт продолжал организовывать походы по Непалу, и в один из них даже свозил к базовому лагерю Эвереста своего крёстного отца в альпинизме, 82-летнего Пола Петцольда (1908—1999).
В 1993 году Скотт, привлеча Роба Хесса и Брента Бишопа, сводил восемь студентов Принстона на пик Мак-Кинли. Хотя на вершину поднялись не все клиенты, в рамках своей акции «Восхождение и лекарство» они собрали 280 тысяч долларов для Американского фонда исследований СПИДа, и статью о восхождении опубликовал журнал People.
В 1992 году, при восхождении на пик К2, Фишер участвовал в спасательной операции, которую проводили совместно несколько экспедиций, по эвакуации с горы французской альпинистки Шанталь Модюи, которая страдала от снежной слепоты. Позднее она покорила ещё пять восьмитысячников и погибла под лавиной на горе Дхаулагири в 1998 году.
Начиная с 1992 года Фишер поднял «коммерциализацию» индустрии приключений на новый уровень.

## Восхождение на Эверест
Весной 1996 года Фишер организовал под эгидой «Горного безумия» свою первую коммерческую экспедицию на Эверест и погиб на горе в майской трагедии 1996 года, унёсшую жизни ещё семи человек (пять человек — Скотт Фишер, Роб Холл, его гид Энди Харрис и клиенты Даг Хансен и Ясуко Намба погибли на южном маршруте, ещё трое, граждане Индии — на северном. Всего в 1996 году на вершину поднялись 98 человек, 15 восходителей погибли.
Хотя Скотт при общении с друзьями и знакомыми пытался перейти на «деловую волну» при оформлении контрактов, по словам Карен Дикинсон, лишь Сэнди Питтман внесла всю необходимую сумму.
Роберт Биркби, зашедший в офис «Горного безумия» незадолго до отъезда Скотта, заметил, что тот выглядел уставшим. Отдавая все силы организации поездок, у Фишера не оставалось времени на себя. По мнению Эда Вистурса, «он точно мог бы быть сильнее, если бы уделял больше времени бегу, езде на велосипеде и другим тренировкам». Однако в тот момент Биркби решил, что беспокоиться не о чем — «альпинисты иногда могут более-менее привести себя в форму непосредственно в экспедиции, которая длится не одну неделю». Кроме того, он «всегда знал, что Скотт преодолеет любые препятствия на пути».
10 мая Скотт Фишер и его гиды Анатолий Букреев и Нил Бейдлман, параллельно с коммерческой экспедицией Роба Холла, вели восьмерых клиентов на вершину Эвереста. Обе команды имели проблемы со временем и провешиванием перил, большинство восходителей поднялись на вершину слишком поздно (после 14:00), и на спуске попали в снежную бурю. Из группы Скотта всем восходителям удалось добраться до лагеря IV на Южном Седле (примерно 7900 м), кроме самого Фишера.
Фишер шёл медленно и достиг вершины лишь примерно в 15:40. В это время он связался по рации с базовым лагерем и сообщил, что вся его команда достигла вершины.

### Смерть
Времени на спуск оставалось совсем немного. Вместе с ним шёл шерпа Лопсанг (он погиб на Эвересте осенью того же года, в следующем восходительном сезоне). На высоте примерно 8350 м Фишер понял, что спускаться у него нет сил, и отправил Лопсанга вниз одного, чтобы тот затем смог отправить кого-нибудь вверх с кислородом (прежде всего, Фишер рассчитывал на Букреева: «если мы куда влипнем, с нами будет Толя, чтобы нас оттуда вытащить» — говорил он жене. Однако ночью Анатолию не удалось ни взять себе в помощь кого-либо из альпинистов, ни растолкать спавших шерпов — после спуска с вершины все люди были истощены. К его удивлению, шерпы спали на кислороде, хотя планировалось, что они будут использовать его только для выхода к вершине. Единственное, что смог сделать Анатолий — это поочерёдно отбирать у них баллоны, уже подключённые к кислородным маскам (в силу нескольких обстоятельств запасных баллонов в лагере не оказалось, уже днём с людьми Холла и Фишера баллонами поделилась кино-экспедиция Эда Вистурса). В течение ночи Анатолий в одиночку сделал три выхода, возвращая в лагерь клиентов; сил идти вверх за Фишером у него не осталось. Тем не менее, он отдавал шерпам указания по поводу Скотта, — но в отсутствие контроля они были проигнорированы. Лишь сильно позднее, уже днём, три двойки шерпов с термосами и кислородом вышли в сторону оставшихся наверху людей (к этому времени от поднявшихся в IV лагерь альпинистов Атенса и Бурлесона, имевших рацию, уже стало известно о смерти клиента Холла Дага Хансена). Двое шерпов смогли дойти до Фишера, который находился на склоне вместе с лидером тайваньской команды Макалу Го — но они не имели спасательных навыков. Выпив горячего чаю, обмороженный Макалу смог с их помощью начать спуск; Фишера шерпы напоить чаем не смогли — отсутствовал глотательный рефлекс. Они лишь надели на него кислородную маску, подключив к кислороду, после чего вернулись вниз.
В конце концов Анатолий, отдохнув и придя в себя после бессонной ночи, смог выйти в сторону Скотта Фишера. Вскоре после начала подъёма он столкнулся со спускающимся сильно обмороженным человеком — блеснула надежда, что это Скотт, но выяснилось, что это чудом выживший клиент Холла Бек Уэзерс. Некоторое время ушло на то, чтобы передать его в руки Атенса и Бурлесона. Световой день подходил к концу, но случай с Уэзерсом придавал надежду — чтобы идти как можно быстрее, Букреев дышал кислородом, который нёс для Фишера.
Анатолий дошёл до Скотта менее чем за два часа, примерно в 19:00 11 мая 1996 года, но нашёл того мёртвым.

Сначала увидел в снегу что-то тёмное, не похожее на очертания скал, подойдя ближе, узнал одежду Скотта. Тело было без признаков жизни, пуховый комбинезон расстёгнут, и одна рука, голая, без варежки, приподнята, словно он подавал сигнал о своем местонахождении и просил о помощи. Надежды развеялись мгновенно, как только я увидел его лицо. Дыхания и признаков жизни не было, пульс отсутствовал. Перед спуском постарался закрыть лицо кислородной маской, сверху положил его пустой рюкзак, с обеих сторон тела воткнул в снег пустые кислородные баллоны, между которыми натянул несколько витков короткой веревки, лежавшей неподалеку от тела.
 Причиной смерти Фишера были названы высотная болезнь и гипотермия.
Анатолий забрал с собой ледоруб и перочинный ножик Фишера. На обратном пути он сам с трудом вернулся к палаткам — с наступлением сумерек погода стала портиться, поднялся ветер и пошёл снег, видимости не было. Пройдя перила, Букреев заблудился на Южном седле — так как его самого никто в лагере не ждал, не подавались ни световые, ни шумовые сигналы. Спасли Анатолия лишь крики Бека Уэзерса, оставленного одного в палатке, и страдающего от сильной боли.
Через несколько дней после возвращения в базовый лагерь Букреев в память о Фишере поднялся на Лхоцзе, что они намеревались сделать вместе. Год спустя, в большей степени, чтобы отдать долг памяти Фишеру и захоронить его тело, Анатолий вернулся на гору в качестве клайминг-лидера первой индонезийской экспедиции на Эверест. Букреев не был уверен, что у него будет возможность найти тело Фишера на спуске, поэтому, достигнув 26 апреля около трёх часов дня вершину, он оставил здесь американский флаг со словами прощания друзей и близких, который ему передала Джинни Прайс, чтобы накрыть тело супруга. Следующим утром, продолжив спуск с командой после ночёвки, Букреев, дойдя до высоты 8400, отправил индонезийцев под присмотром Владимира Башкирова вниз, к IV лагерю, а сам вместе с Евгением Виноградским остался на этой высоте искать тело Фишера. Оказалось, что они проложили путь наверх всего в 30 метрах от него. Анатолий и Евгений обложили тело, за год практически засыпанное снегом, камнями, и закрепили на могиле найденное неподалёку древко от ледоруба. В полдень они спустились к своему лагерю на Южном седле, а на следующий день Букреев отыскал тело клиентки Роба Холла Ясуко Намба и также захоронил его.
В память о Скотте Фишере была сооружена пирамида из камней на холме, недалеко от базового лагеря на пути к Эвересту. Альпинисты, поднимающиеся по Южному склону, проходят мимо группы из пяти тел, одно из которых принадлежит Фишеру. В 2010 году на Эвересте была организована специальная экспедиция, целью которой было убрать мусор со склонов и спустить тела погибших альпинистов. Организаторы надеялись спустить и тела Роба Холла и Скотта Фишера, но вдова Холла, Джэн Арнольд (англ. Jan Arnold), пожелала, чтобы тело её мужа осталось на склоне, где он умер. Вдова же Фишера, Джинни Прайс (англ. Jeannie Price), надеялась, что тело Скотта удастся спустить и кремировать у подножья Эвереста.
События мая 1996 года изложены в нескольких произведениях, написанных участниками событий: «В разреженном воздухе» Джона Кракауэра, «Восхождение» Анатолия Букреева, «Оставленный умирать» Бека Уизерса и «Взбираясь ввысь» Лин Гаммельгаард.
В 2008 году писатель Роберт Биркби написал биографию Скотта Фишера «Горное безумие».
В экранизации книги Джона Кракаэура «Смерть на Эвересте» роль Скотта Фишера исполнил американский актёр Питер Хортон.
В фильме 2015 года «Эверест» роль Скотта Фишера исполнил актёр Джейк Джилленхол.

## Память
В 2008 году друг Скотта Фишера Роберт Биркби опубликовал биографию альпиниста под названием «Горное безумие: Скотт Фишер, Эверест и жизнь, прожитая на высоте» (Mountain Madness: Scott Fischer, Mount Everest and a Life Lived On High.). Переиздана в 2015 году под заголовком «Горное безумие. Эверест и жизнь и наследие Скотта Фишера» Mountain Madness. Mt. Everest and the Life & Legacy of Scott Fischer). Книга переведена на русский язык.